# Pichia
Pichia (Synonym Hansenula) ist eine Gattung der echten Hefen.

## Merkmale

### Mikroskopische Merkmale
Die Zellen sind mit kugelförmig, eiförmig oder kurz verlängert. Die ungeschlechtliche Vermehrung erfolgt durch multilaterale Sprossbildung, die von einer schmalen Basis aus erfolgt.  Pichia ist ein Teleomorph und bildet Asci, die unkonjugiert sind oder aber eine Konjunktion zwischen Mutterzelle und Knospe oder auch zwischen unabhängigen Zellen zeigen. Manche Arten sind heterothallisch, andere allerdings homothallisch. In den Asci werden 1–4, selten auch 5–8  hutförmige, halbkugelige, saturnförmige oder runde Ascosporen gebildet, die sowohl glatt als auch rau sein können.

### Physiologische/biochemische Merkmale
Keine Kohlenhydrate außer Glucose werden fermentiert. Nur wenige Zucker und andere Kohlenstoffquellen werden assimiliert. Nitrat wird im Gegensatz zu anderen Hefen und verwandten Gattungen nicht als Stickstoffquelle verwendet. Das Koenzym Q7 wird gebildet. Die Diazoniumblau B Reaktion ist negativ.

## Ökologie
Viele Arten sind bei faulenden Pflanzen zu finden wie zum Beispiel Pichia membranaefaciens. Die Art kann auch in fermentierten Getränken vorkommen. Einige Arten stören den Gärvorgang bei der Alkoholproduktion.
Komagataella phaffii (Pichia pastoris) wird in der Biotechnologie häufig als Expressionssystem verwendet.
Ogataea angusta (Pichia angusta), nach wie vor auch Hansenula polymorpha bzw. Hansenula angusta
genannt, ist ein Modellorganismus, um die Funktionen von Peroxisomen und die ihren Funktionen zu Grunde liegende Molekularbiologie zu studieren.

## Systematik
Emil Christian Hansen beschrieb die Gattung erstmals 1904. Der Gattungsname ehrt den italienischen Botaniker Pico Pichi (1862–1933). Zur Gattung Pichia wurden nach Vereinigung mit Hansenula über 100 Arten gezählt. Die ursprüngliche Trennung war erfolgt, da Hansenula-Arten Nitrat assimilieren können. Dieses Merkmal zur Gattungstrennung wurde allerdings später als nicht ausreichend erkannt und Hansenula mit Pichia vereinigt. Die Gattung stand lang bei den Saccharomycetaceae innerhalb der Echten Hefen. Inzwischen bildet sie zusammen mit drei anderen Gattungen (Dekkera, Kregervanrija, Saturnispora) eine eigene Familie, die Pichiaceae. Da die Gattung selber allerdings polyphyletisch war, wurden die Gattungen Ogataea, Komagataella, Hyphopichia, Kodamaea, Kregervanrija, Nakazawaea, Pfaffomyces, Saturnispora, Lindneria, Starmera, Wickerhamomyces, Zygoascus und andere Gattungen  abgetrennt. 2018 wurde schließlich die industriell verwendete Species Pichia kudriavzevii als identisch mit Candida krusei (syn. Candida glycerinogenes) festgestellt.  Übrig blieben rund 20 Arten mit der Typusart Pichia membranifaciens:
- Pichia barkeri
- Pichia cactophila
- Pichia cecembensis
- Pichia cephalocereana
- Pichia deserticola
- Pichia eremophilia
- Pichia exigua
- Pichia fermentans
- Pichia heedii
- Pichia kluyveri
- Pichia manshurica
- Pichia membranifaciens
- Pichia nakasei
- Pichia norvegensis
- Pichia orientalis
- Pichia pseudocactophila
- Pichia scutulata
- Pichia sporocuriosa
- Pichia terricola

## Belege
1. 1 2 3 4  Cletus Kurtzman: Chapter 57: Pichia. In: Cletus Kurtzman, J. W. Fell, Teun Boekhout (Hrsg.): The Yeasts A Taxonomic Study. Volume 1, Elsevier, 2010, ISBN 978-0-444-52149-1, S. 685 ff. (online)
2. ↑  Cletus Kurtzman, J. W. Fell, Teun Boekhout (Hrsg.): The Yeasts: A Taxonomic Study. Volume 1, Elsevier, 2010, ISBN 978-0-444-52149-1, S. 698 ff.
3. ↑  J. L. Cereghino, J. M. Cregg: Heterologous protein expression in the methylotrophic yeast Pichia pastoris. In: FEMS Microbiology Reviews. 24, 2000, S. 45–66.
4. ↑  G. Gellissen (Hrsg.): Production of recombinant proteins - novel microbial and eukaryotic expression systems. Wiley-VCH, Weinheim 2005, ISBN 3-527-31036-3.
5. ↑  Lotte Burkhardt 2022: Eine Enzyklopädie zu eponymischen Pflanzennamen: Von Menschen & ihren Pflanzen – Berlin: Botanic Garden and Botanical Museum Berlin, Freie Universität Berlin. – doi:10.3372/epolist2022, Berlin 2022.
6. ↑  Cletus Kurtzman: Chapter 13: Discussion of Teleomorphic and Anamorphic Ascomycetous Yeasts and Yeast-like Taxa. In: Cletus Kurtzman, J. W. Fell, Teun Boekhout (Hrsg.): The Yeasts: A Taxonomic Study. Volume 1, Elsevier, 2010, ISBN 978-0-444-52149-1, S. 293 ff. (online)
7. ↑  Alexander P. Douglass, Benjamin Offei, Stephanie Braun-Galleani, Aisling Y. Coughlan, Alexandre A. R. Martos, Raúl A. Ortiz-Merino, Kevin P. Byrne, Kenneth H. Wolfe: Population genomics shows no distinction between pathogenic Candida krusei and environmental Pichia kudriavzevii: One species, four names. In: PLOS Pathogenes vom 19. Juli 2018, doi:10.1371/journal.ppat.1007138
8. ↑  Hefe mit gefährlichem Doppelleben, auf: Scinexx vom 23. Juli 2018